# Horst P. Horst
Pour les articles homonymes, voir Horst (homonymie).
Horst P. Horst, né le 14 août 1906 à Weißenfels et mort le 19 novembre 1999 à Palm Beach Gardens en Floride, est un photographe de mode américain d'origine allemande.
Il est surtout connu pour ses photographies de mode pour Vogue.

## Biographie
Horst P. Horst, de son vrai nom Horst Paul Albert Bormann, naît à Weißenfels en 1906. Il étudie l'art à Hambourg avant de s'installer à Paris pour suivre une formation avec Le Corbusier.

### Paris
Contrairement à beaucoup d'artistes de l'époque, il ne fréquente pas la bohème à Montparnasse. Il préfère les milieux bourgeois attirés par l'art. Il rencontre alors le baron George Hoyningen-Huene qui dirige les studios de Vogue France.
Il devient son modèle, puis son amant et son élève. Encouragé par Hoyningen-Huene, il se lance dans la photographie.
En 1931, il réalise ses premiers clichés pour l'édition française de Vogue puis pour l'édition américaine l'année suivante.
En 1935, il prend la tête des studios à la suite du départ de Hoynigen-Huene chez Harper's Bazaar, le magazine concurrent de Vogue et réalise une série « test » de photographies de Lisa Fonssagrives l'année suivante.
Présenté à Luchino Visconti par Coco Chanel, il devient son amant . Ils voyagent ensemble en Tunisie en 1936.

### New York
Quand la guerre éclate en Europe, il part vivre aux États-Unis. Il obtient la nationalité américaine en 1943.
Il travaille pour Vogue jusqu'en 1951, année de fermeture des studios. Il ouvre alors son propre atelier. Il réalise de nombreuses photos d'intérieur chez des personnalités pour le compte de House & Garden (en), dont il fera la dernière couverture au milieu des années 1980. Il complète son œuvre avec des photos de nus et des natures mortes.
En 1971, paraît The beautiful thirties, un livre sur les années 1930 avec ses propres images et celles de Hoynigen-Huene.
En 1984, le Centre international de la photographie de New York lui consacre une rétrospective.
Horst P Horst, appelé le « photographe de l'élégance », décède en 1999.

## Son œuvre
Photographe de studio, aimant préparer minutieusement ses prises de vue, il fut très influencé par la sculpture grecque. Combinant des éclairages dramatiques, le souci du détail et des poses théâtrales, il donne une image de la femme pleine de sensibilité et de grâce.
On a dit de lui qu’« il photographiait les femmes comme des déesses : inaccessibles et d'un calme Olympien ».

## Expositions
- 2024 : Celebrating Silver, exposition collective célébrant la beauté et l'impact des tirages obtenus grâce au support de la gélatine argentique, avec des photographies, entre autres, de Richard Avedon, Irving Penn, Don McCullin, Hiro, Horst P. Horst, Jeanloup Sieff, Helmut Newton, Robert Mapplethorpe, Daido Moriyama, Herb Ritts, Albert Watson, Hamiltons Gallery, Londres, du 7 février au 9 mars 2024 [4],[5]